# میل‌آباد
میل‌آباد (به ترکی آذربایجانی: Milabad) یک منطقهٔ مسکونی در جمهوری آذربایجان است که در شهرستان بیلقان واقع شده‌است. میل‌آباد ۲٬۱۹۶ نفر جمعیت دارد.